# Schöngrubspitze
Die Schöngrubspitze (italienisch Belmonte) ist ein 2459 m s.l.m. hoher Berg im Ilmenkamm der Ortler-Alpen.

## Lage und Umgebung
Die Schöngrubspitze liegt in Südtirol (Italien) und trennt die Gemeinden Ulten im nördlich gelegenen Ultental und Proveis am südlich gelegenen Deutschnonsberg. Zu ihrem Gipfel führen drei Grate. Der Westgrat führt weiter über einen Zwischengipfel (2488 m) zur Ultner Hochwart, der Nordostgrat zum Großen Kornigl. Der Südostgrat fällt zum Nonstal hin ab.

## Anstiege
Der Gipfel kann über alle drei Grate erreicht werden. Über die Einschartung zwischen der Schöngrubspitze und dem Großen Kornigl führt eine Skiroute hinauf. Zum Gipfel gelangt man auch über das Clazner Loch, einen Kessel zwischen Kleinem Kornigl, Großem Kornigl und Schöngrubspitze, und dann auf einem dem Südostgrat folgenden Steig. Der Anstieg von Westen wird durch einen Weg erschlossen, der von der Walschgrubenalm auf Ultner Seite auf den Grat zwischen Schöngrubspitze und Hochwart führt.

## Karten
- Meran und Umgebung, Blatt 53, 1:50.000, Kompass Karten
- Val di Non – Le Maddalene – Cles – Roén – Mendola, Blatt 064, 1:25.000, Tabacco